# Vlag van Schermer (waterschap)

Vlag van het waterschap Schermer
(1957-1977)

De vlag van het waterschap Schermer, niet te verwarren met de gemeente Schermer, is op 1957 aangenomen na advies van Klaes Sierksma, en bestaat uit drie even hoge banen van groen-geel-blauw.
Vanaf 1977 is de vlag niet langer als de vlag van deze waterschap in gebruik omdat het waterschap Schermer in het nieuwe waterschap Het Lange Rond op is gegaan. Het Lange Rond maakt sinds 2003 deel uit van het Hoogheemraadschap Hollands Noorderkwartier.

## Zie ook

Vlag van Gabon
Vlag van Noord-Limburg (waterschap)
Vlag van Uithuizen
Vlag van Schermer (gemeente)